# Olimpiodor (fill de Lampó)
Olimpiodor (grec antic: Ὀλυμπιόδωρος, llatí: Olympiodorus), fill de Lampó, fou un militar (estrateg) atenès que va dirigir un cos de tres-cents infants escollits a la batalla de Platea lliurada l'any 479 aC.
Els megaresos eren atacats per un cos de cavalleria persa abans de l'inici de la batalla principal, i aquestos atenencs van aconseguir ajudar-los i fer retirar als perses, cosa en la qual altres grecs havien fracassat.